# Upplands runinskrifter 154
Upplands runinskrifter 154 är en vikingatida runsten i Hagby, Täby socken och Täby kommun. 
Runstenen är 1,25 meter hög, 0,8 meter bred och 0,35 meter tjock. Runhöjden är 7-8 centimeter. Stenen upptäcktes, inbyggd i en källarvägg i Lissby, tillsammans med U 152 och U 153.

## Inskriften
Translitterering av runraden:
[þ(o)]...r × lit × rai... ... ...fast · auk × at × (k)aiʀbiarn × bruþ- ... ...i(ʀ) · (t)o a(u)s... ×
Normalisering till runsvenska:
... let ræi[sa] ... ...fast ok at Gæiʀbiorn, brøð[r] ... [þæ]iʀ dou aus[tr].
Översättning till nusvenska:
... lät resa ... -fast och efter Gerbjörn, [sina] bröder. De dogo österut...